# ANSWER (GLAY feat. 冰室京介)
《ANSWER (GLAY feat. 冰室京介)》為GLAY和冰室京介合作推出的單曲。

## 簡介
- 繼上1張「SCREAM」之後，GLAY的第2張合作單曲。
- 這首單曲在『SWING ADDICTION』演唱會和GLAY的日本巡迴LIVE『GLAY TOUR 2006 ROCK'N'ROLL SWINDLE 〜Re-birth〜』的京都場次中、和『冰室京介』共同演出。
- MV的拍攝地點在美國洛杉磯。

## 收錄曲目

### 普通盤（P CASE仕様）
1. ANSWER

### 普通盤（紙包裝仕様）
1. ANSWER
DVD A（「ANSWER」MV+ Making影像）。

### 5萬張限定SPECIAL CASE仕様
1. ANSWER
DVD B（「ANSWER」MV）&特別寫真冊。

## 收錄專輯
- GLAY / LOVE IS BEAUTIFUL（專輯版本）
- 氷室京介 / 20th Anniversary ALL SINGLES COMPLETE BEST JUST MOVIN' ON 〜ALL THE-S-HIT〜
- GLAY / THE GREAT VACATION VOL.1 〜SUPER BEST OF GLAY〜（專輯版本）